# Gabriel Fahrenheit
Daniel Gabriel Fahrenheit (24. května 1686, Gdaňsk, Polsko-litevská unie – 16. září 1736, Haag, Nizozemsko) byl fyzik německého původu.

## Život

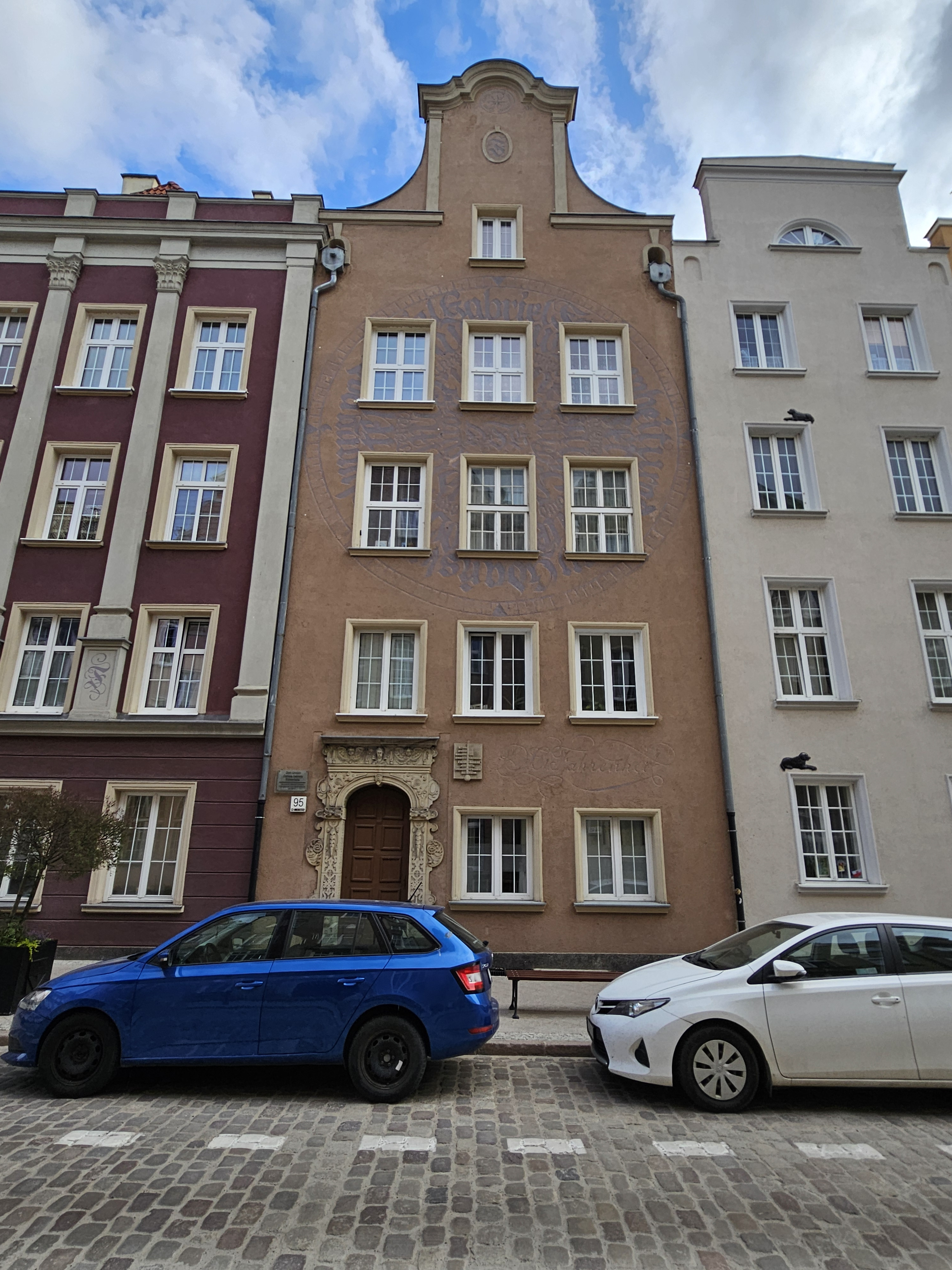
Fahrenheitův rodný dům v Polském Gdaňsku. Fotografie z června 2025.

Fahrenheit se narodil v Gdaňsku, který byl v té době součástí Polska. Byl nejstarším synem kupce Daniela Fahrenheita, jehož předci do Gdaňska přišli z pruského Královce. Byl jedním z pěti Fahrenheitových dětí, které přežily dětství. Po brzké a nešťastné smrti rodičů, způsobené požitím jedovatých hub, musel Gabriel začít s prací. Jeho zájem o přírodní vědy způsobil, že začal studovat a konat pokusy v této oblasti. Studie jej přivedly až do nizozemského hlavního města Amsterdamu, kde se živil přednáškami z chemie. V roce 1724 se stal členem královské akademie věd v Londýně.

## Fahrenheitova stupnice
Nejvýznamnějším Fahrenheitovým vynálezem je jeho skoro dokonalý rtuťový teploměr s dochovanou stupnicí. Tato stupnice se podle autora nazývá Fahrenheitova, odpovídající jednotka se značí °F. Tato stupnice se v některých zemích světa dodnes používá, a to hlavně v USA a Jamajce.
Když začal sestavovat své první teploměry, používal do nich jako náplň alkohol. Později zjistil, že lepších výsledků se dosahuje s rtutí, a tak začal své teploměry plnit rtutí místo alkoholem.